# 劉權之
劉權之（1739年—1818年），字雲房，湖南長沙人。清朝政治人物。

## 生平
劉權之為乾隆二十四年（1759年）舉人，次年聯捷進士，改庶吉士，散館授編修。累升司經局洗馬。乾隆四十三年（1778年）出督安徽學政。預修《四庫全書》期間，劉權之在職最久，待總目提要告成時，被擢升侍講。乾隆五十年（1785年）大考二等。逾年，擢大理寺卿，遷左副都御史。不久，督山東學政。乾隆五十六年（1791年）擢禮部侍郎。乾隆六十年（1795年）典江南鄉試，留任學政。
嘉慶二年（1797年）調職吏部。嘉慶四年（1799年）擢升左都御史，典會試。嘉慶六年（1801年）被任命為軍機大臣。嘉慶九年（1804年）調兵部。嘉慶十年（1805年）以禮部尚書、協辦大學士，加太子少保。因推薦袁煦與英和生齟齬，嘉慶帝不悅，將兩人一同革職，劉權之被降為編修。不久，又升侍讀，遷光祿寺卿，歷遷兵部尚書。
嘉慶十五年（1810年）再次協辦大學士，典順天鄉試。次年拜體仁閣大學士，管理工部，復加太子少保。癸酉之变被平定後，朝廷年老體衰的官員多被解職。嘉慶十八年（1813年）朝廷詔令權之以原品級休致回籍，給予半俸養老。嘉慶二十三年（1818年）權之卒於家。諡文恪。

## 延伸阅读
[在维基数据编辑]
 《清史稿/卷341》，出自趙爾巽《清史稿》
 在维基共享资源阅览影像

## 外部連結
- 劉權之 （页面存档备份，存于） 中研院史語所

| 官衔          | 官衔                                                                               | 官衔          |
| ------------- | ---------------------------------------------------------------------------------- | ------------- |
| 前任： 朱珪   | 吏部漢尚書 嘉慶四年十月壬辰－嘉慶九年六月戊辰 （1799年11月4日－1804年7月17日）     | 繼任： 費淳   |
| 前任： 費淳   | 兵部漢尚書 嘉慶九年六月戊辰－嘉慶十年二月辛未 （1804年7月17日－1805年3月17日）     | 繼任： 陳大文 |
| 前任： 紀昀   | 禮部漢尚書 嘉慶十年二月辛未－嘉慶十年閏六月壬午 （1805年3月17日－1805年7月26日）   | 繼任： 王懿修 |
| 前任： 鄒炳泰 | 兵部漢尚書 嘉慶十二年正月丙午－嘉慶十六年五月辛巳 （1807年2月10日－1811年6月24日） | 繼任： 劉鐶之 |